# Jabalpur (district)
Jabalpur is een district van de Indiase staat Madhya Pradesh. Het district telt 2.167.469 inwoners (2001) en heeft een oppervlakte van 5210 km².
Hoofdstad: Bhopal
Districten: